# Dickson Nwakaeme
Dickson Nwakaeme (Lagos, 21 aprile 1986) è un ex calciatore nigeriano, di ruolo attaccante.

## Biografia
È fratello di Anthony, anche lui calciatore.